# Thecla ixion
Thecla ixion is een vlinder uit de familie van de Lycaenidae. De wetenschappelijke naam van de soort is voor het eerst geldig gepubliceerd in 1775 door Fabricius.